# Maic Malchow

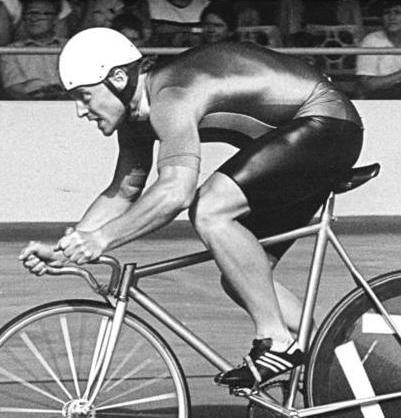
Maic Malchow bei den DDR-Bahnmeisterschaften 1988

Maic Malchow (* 11. Oktober 1962 in Borna) ist ein ehemaliger deutscher Bahnradsportler und Trainer.

## Sportliche Laufbahn
Malchow begann mit dem Radsport bei der BSG Aktivist Großzössen. Als deren Mitglied gewann er 1976 auch seinen ersten DDR-Meistertitel und zwar im Sprint der Klasse Kinder A.
Große Aufmerksamkeit zog Maic Malchow auf sich, als er 1980, nur wenige Monate, nachdem Lothar Thoms bei den Olympischen Spielen 1980 in Moskau mit 1:02,955 min einen Weltrekord im 1000-Meter-Zeitfahren aufgestellt hatte, diesen bei den UCI-Bahn-Weltmeisterschaften der Junioren in Mexiko-Stadt um 41 Hundertstelsekunden unterbot und den Titel gewann. Zudem wurde er Junioren-Weltmeister im Sprint.
1986 wurde Malchow in Colorado Springs Weltmeister über die 1000 Meter in neuer Weltrekordzeit (1:02,09 min). Viermal wurde Malchow, der für den SC DHfK Leipzig fuhr und von Frieder Schulze entdeckt und trainiert wurde, zudem DDR-Meister in dieser Disziplin, 1981, 1984, 1986 und 1988. Bei den Olympischen Spielen 1988 in Seoul wurde er Sechster. Danach wurde ihm eine Fortführung seiner Radsport-Karriere in der DDR untersagt, da er seinen „Leistungszenit überschritten“ habe (er trat daraufhin vom Leistungssport zurück).  Dritter in diesem Rennen wurde der Bundesdeutsche Robert Lechner, der 2008 zugab, bei diesem Rennen gedopt gewesen zu sein.
1986 wurde er mit dem Vaterländischen Verdienstorden in Gold ausgezeichnet.

## Berufliches
Malchow ist gelernter Kfz-Mechaniker. Er ist heute (Stand 2019) als Radsport-Trainer und Berater tätig.